# Понферрада
Понферрада (ісп. Ponferrada) — місто і муніципалітет в Іспанії, у складі автономної спільноти Кастилія-і-Леон, у провінції Леон. Населення — 68 767 осіб (2010).
Місто розташоване на відстані близько 340 км на північний захід від Мадрида, 85 км на захід від Леона.
На території муніципалітету розташовані такі населені пункти: (дані про населення за 2010 рік)
- Барсена-дель-Б'єрсо: 247 осіб
- Боусас: 20 осіб
- Кампо: 851 особа
- Карраседо-де-Комплудо: 14 осіб
- Колумбріанос: 1406 осіб
- Комплудо: 18 осіб
- Компостілья: 1999 осіб
- Куатров'єнтос: 3952 особи
- Деесас: 1379 осіб
- Еспіносо-де-Комплудо: 20 осіб
- Флорес-дель-Сіль: 9503 особи
- Фуентес-Нуевас: 2743 особи
- Ломбільйо-де-лос-Барріос: 66 осіб
- Мансанедо-де-Вальдуеса: 9 осіб
- Монтес-де-Вальдуеса: 32 особи
- Отеро: 102 особи
- Осуела: 45 осіб
- Паласіос-де-Комплудо: 7 осіб
- Пеньяльба-де-Сантьяго: 20 осіб
- Ла-Плака: 1192 особи
- Понферрада: 42663 особи
- Рімор: 121 особа
- Салас-де-лос-Барріос: 73 особи
- Сан-Андрес-де-Монтехос: 622 особи
- Сан-Клементе-де-Вальдуеса: 39 осіб
- Сан-Крістобаль-де-Вальдуеса: 42 особи
- Сан-Естебан-де-Вальдуеса: 76 осіб
- Сан-Лоренсо: 276 осіб
- Санто-Томас-де-лас-Ольяс: 317 осіб
- Тораль-де-Мерайо: 563 особи
- Вальдеканьяда: 47 осіб
- Вальдефранкос: 30 осіб
- Вільянуева-де-Вальдуеса: 89 осіб
- Вільяр-де-лос-Барріос: 184 особи

## Демографія
Динаміка населення (INE ):

## Уродженці
- Хосе Мануель Айра (*1976) — іспанський футболіст, захисник, захисник, згодом — футбольний тренер.

## Галерея зображень

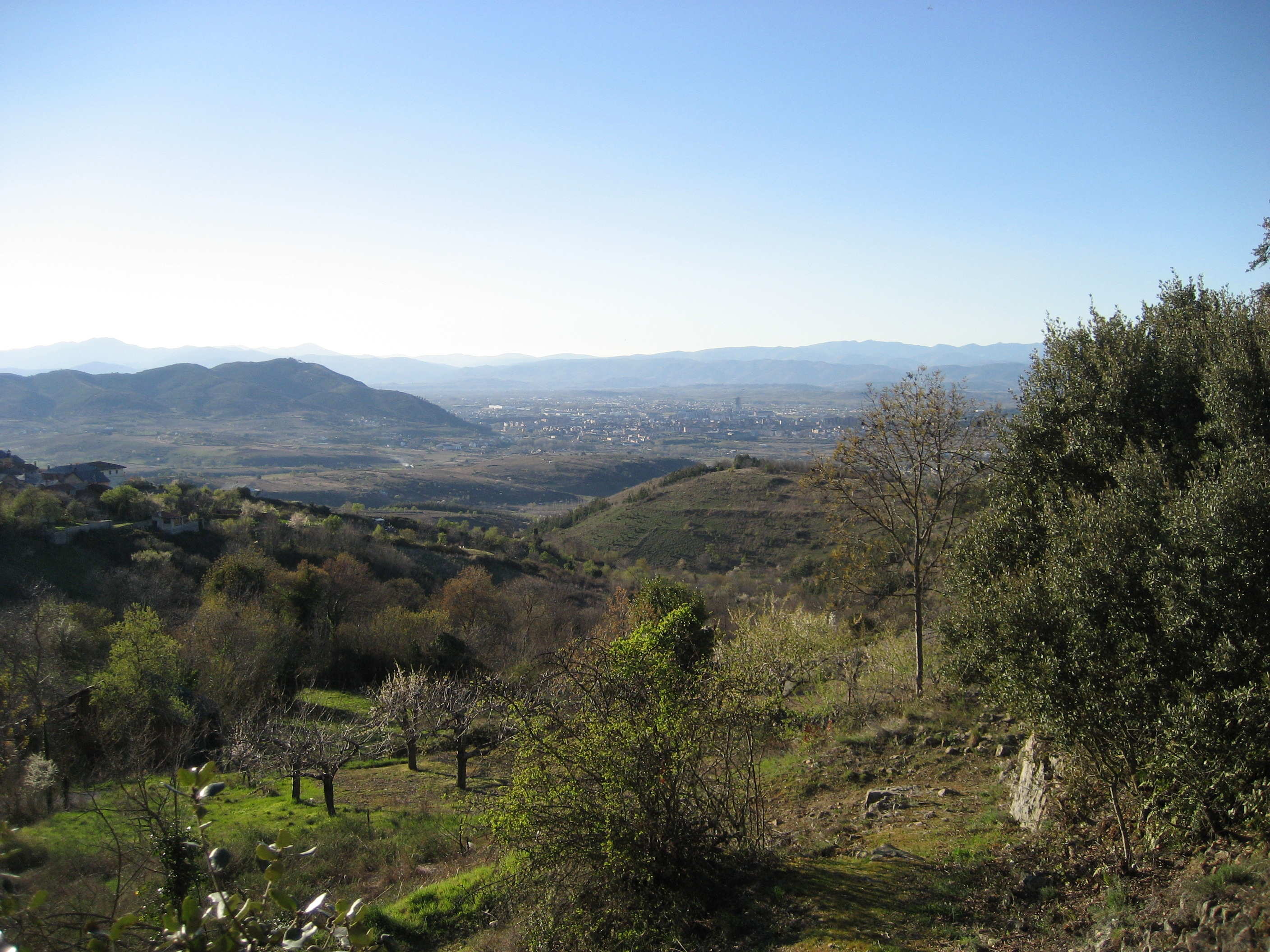
Понферрада
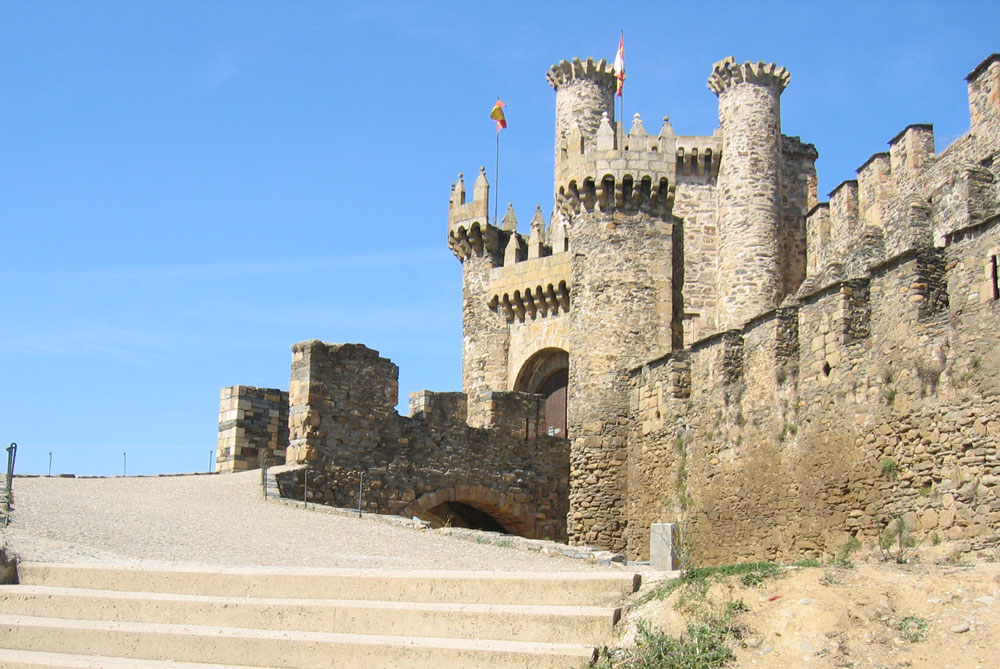
Замок тамплієрів XII століття, Понферрада
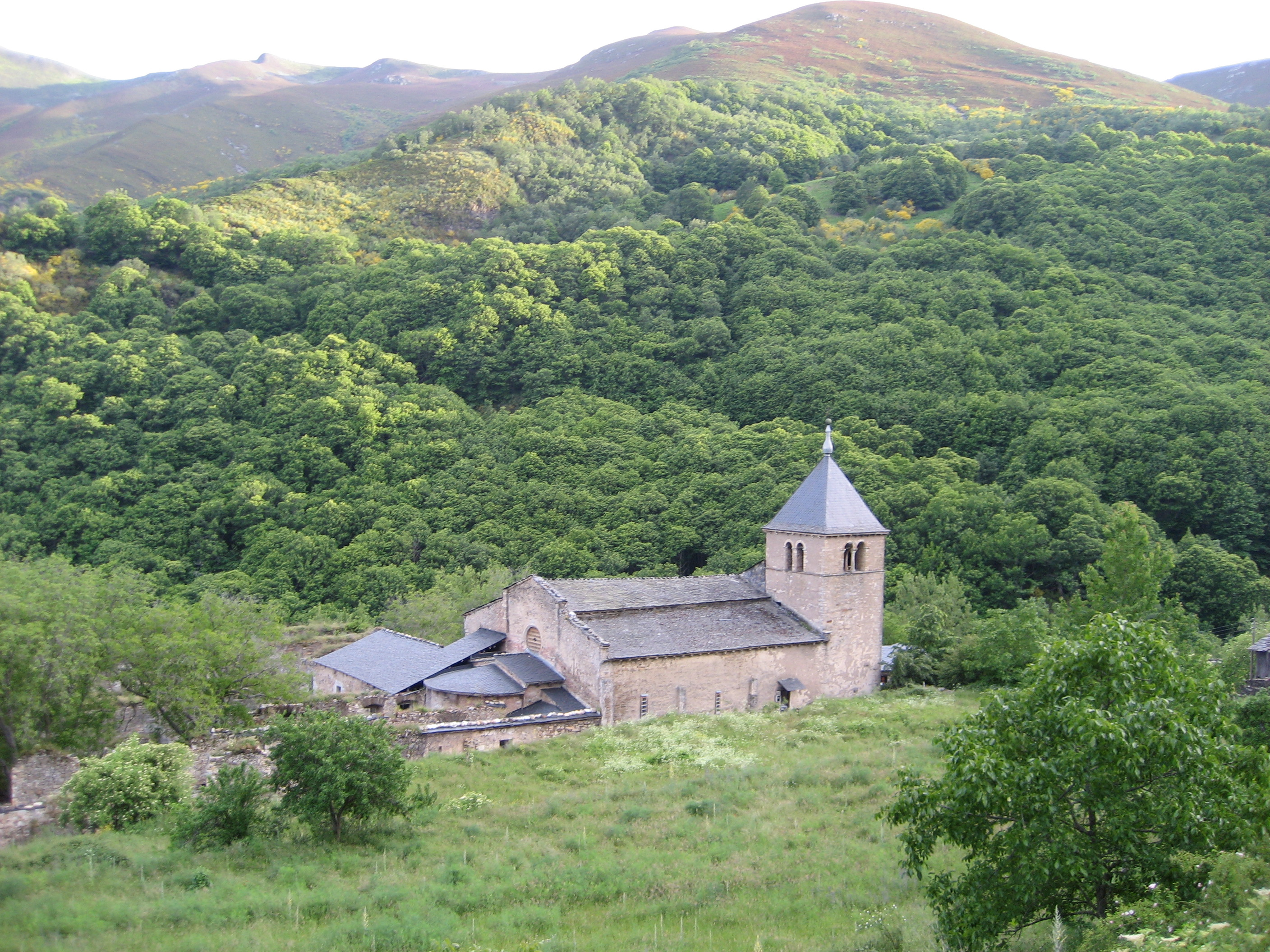
Церква Монастеріо-де-Сан-Педро-де-Монтес